# Koltai M. Gábor
Koltai M. Gábor (Budapest, 1976. december 2. –) magyar rendező, műfordító, esszéista, az MTA köztestületének tagja.

## Élete, pályafutása
1995–2000 között végezte el a Színház- és Filmművészeti Egyetem színházrendező szakát. PhD-fokozatát a Pécsi Tudományegyetemen szerezte, disszertációjának témája „A reneszánsz színpadi horror világképe”.
Kőszínházakban és független társulatokkal egyaránt dolgozott, klasszikus és kortárs szövegektől a nagyoperettig, egyebek mellett Shakespeare, Goldoni, Kleist, Csehov, Szophoklész, Wedekind, Füst Milán, Arthur Miller, Tamási Áron, Weöres Sándor, Martin McDonagh és Kálmán Imre darabjait vitte színre. Publikációiban és színpadon is foglalkoztatják az Erzsébet- és Jakab-kori szerzők bosszútragédiái, számos esszéjében vizsgálta John Ford, Thomas Middleton és John Webster horror-drámáit, amelyekből többet is színpadra állított.
Előadásai több fesztiválon is szerepeltek, többek között a Pécsi Országos Színházi Találkozón (A kétfejű fenevad; 2007, Énekes madár, 2014), a bukaresti Országos Színházi Fesztiválon (FNT) (Gardénia, 2013), a Temesvári Eurorégiós Színházi Találkozón (TESZT) (Ahogy tetszik, 2011; Európa, Európa, 2014), a brnói Theater World-ön (Ahogy tetszik, 2011) és a Deszka Fesztiválon (Tragédia, 2010).
A Danton-ügyért 2007-ben elnyerte Budapest Főváros Színházi Díját a „legjobb rendező” kategóriában. Philoktétész című előadásából 2010-ben Dettre Gábor, 2015-ben a Gardéniából a Román Televízió készített tévéjátékot.
Rendszeresen publikál irodalmi és szakmai periodikákban (Holmi, Jelenkor, Filmvilág, Theatron, Színház). Többször dolgozott együtt Sediánszky Nórával, többek között klasszikus magyar drámák újraértelmezésén: 2005-ben Csokonai Vitéz Mihály A méla Tempefői című drámájából, 2013-ban, Peer Krisztiánnal közösen, Petőfi Sándor Tigris és hiéna című tragédiájából készítettek kortárs átiratot. Declan Donnellan színészmesterségről szóló könyveinek (Színész és célpont; A színész és a tér) magyar fordítója.
A Színház- és Filmművészeti Egyetem oktatója volt 2022-ig, több osztályban is színészmesterséget és drámaelemzést tanított. 2023-tól a Szegedi Nemzeti Színház művészeti tanácsának tagja.

## Munkái

### Rendezései
- Füst Milán: A lázadó (1999, Thália Színház)
- Tirso de Molina: Don Juan (1999, Zsámbéki Nyári Színház)
- Heinrich von Kleist: Amphitryon (2000, Ódry Színpad)
- Carlo Goldoni: Két úr szolgája (2001, Szigligeti Színház)
- Bódy Gábor, Valerij Jakovlevics Brjuszov: Tüzes angyal (2001, Budapesti Kamaraszínház) - társszerző[17]
- Carlo Goldoni: Mirandolina (2001, Hevesi Sándor Színház)
- William Shakespeare: Romeo és Júlia (2002, Jászai Mari Színház)
- Frank Wedekind: A tavasz ébredése (2003, Hevesi Sándor Színház)
- William Shakespeare: Othello (2003, Jászai Mari Színház)
- Urs Widmer: Top Dogs (2003, Móricz Zsigmond Színház)
- Carlo Goldoni: A chioggiai csetepaté (2005, Móricz Zsigmond Színház)
- Tempefői (Csokonai Vitéz Mihály nyomán) (2005, Jászai Mari Színház, Merlin Színház; 2010, Főnix Színház) - társszerző[18]
- John Webster: Amalfi hercegnő (2006, Móricz Zsigmond Színház)
- Weöres Sándor: A kétfejű fenevad (2007, Móricz Zsigmond Színház)
- Szophoklész: Philoktétész (2007, Stúdió "K")
- Valentyin Petrovics Katajev: A kör négyszögesítése (2007, Jászai Mari Színház - Thália Színház)
- Pierre Choderlos de Laclos: Veszedelmes viszonyok (2008, Móricz Zsigmond Színház) - társszerző[19]
- Nyikita Mihalkov, Vlagyimir Nyikolajevics Mojszejenko, Alekszandr Novotockij-Vlaszov / Reginald Rose: 12(wd) / Tizenkét dühös ember (2009, Móricz Zsigmond Színház)
- Hasmese (Heltai Gáspár nyomán) (2009, Móricz Zsigmond Színház)
- Forgách András: Tragédia /komédia/ (2009, Móricz Zsigmond Színház)
- Füst Milán: Boldogtalanok (2009, Hevesi Sándor Színház)
- Stanisława Przybyszewska(wd): A Danton-ügy (2010, Stúdió "K")
- John Ford: Kár, hogy kurva (2010, Magyar Színház)
- William Shakespeare: Ahogy tetszik (2010, Csiky Gergely Állami Magyar Színház)
- Anton Pavlovics Csehov: Jelenetek a vidéki életből /Ványa bácsi/ (2011, Stúdió "K)
- William Shakespeare: Ahogy tetszik (2011, TRAFÓ - HOPPart Társulat - Nézőművészeti Kft.)
- Arthur Miller: Az ügynök halála (2012, Móricz Zsigmond Színház)
- Howard Barker(wd): Európa, Európa (2012, Stúdió "K")
- Elżbieta Chowaniec: Gardénia (2012, Csiky Gergely Állami Magyar Színház)
- Petőfi Sándor, Peer Krisztián, Sediánszky Nóra, Koltai M. Gábor: Tigris és hiéna (2013, Móricz Zsigmond Színház)
- Tamási Áron: Énekes madár (2013, Móricz Zsigmond Színház)
- Lőrinczy Attila: Balta a fejbe (2014, Móricz Zsigmond Színház)
- Weöres Sándor: A kétfejű fenevad (2014, kecskeméti Katona József Színház)
- Liebestraum (hommage à Robert Capa) (2014, Zsidó Nyári Fesztivál, Budapest)
- Mary Shelley, Nick Dear(wd): Frankenstein (2015, Magyar Színház)
- Ljudmila Ulickaja: Orosz lekvár (2015, Nyíregyházi Móricz Zsigmond Színház)
- Jeles András: Árvák (2016, Stúdió "K", Budapest)
- Füst Milán: Máli néni (2016, Nagyváradi Szigligeti Színház)
- Henrik Ibsen: A nép ellensége (2017, Komáromi Jókai Színház)
- Lars von Trier: Főfőnök (2017, Nyíregyházi Móricz Zsigmond Színház)
- Thomas Middleton: Asszony asszonynak farkasa (2018, Nyíregyházi Móricz Zsigmond Színház)
- Conor McPherson: Eleven éjszaka (2020, Szkéné Színház, Nézőművészeti Kft)
- Peter Shaffer: Amadeus (2020, József Attila Színház)[20]
- Lőrinczy Attila-Koltai M. Gábor-Zsigó Anna: Élve megégetve (2022, Szegedi Nemzeti Színház)
- Heinrich von Kleist: Az eltört korsó (2023, Szegedi Nemzeti Színház)
- Thomas Middleton: Nő a nőtől óvakodj (2023, Színház- és Filmművészeti Egyetem)
- William Shakespeare: Vízkereszt vagy amit akartok (2024, Szegedi Nemzeti Színház)
- Martin McDonagh: Vaknyugat (2024, Szegedi Nemzeti Színház)
- Kálmán Imre: Marica grófnő (2025, Szegedi Nemzeti Színház)
- Alekszandr Nyikolajevics Osztrovszkij: Erdő (2025, Szegedi Nemzeti Színház)

### Publikációi
Tanulmányai, publicisztikái többek között
- Teológiai és rituális horror (Theatron, 2023/2)[21]
- Zónaidő (Ahogy tetszik-olvasat; Játéktér, 2021)[22]
- Nárcisszusz tükre (Az incesztus rétegei Webster Amalfi hercegnőjében; Theatron, 2021/2)[23]
- Egy politikai kivégzett ravatalánál (Az Ódry Színpad temetésére; szinhaz.online, 2021)[24]
- A reneszánsz színpadi horror világképe (Theatron, 2020/2)[25]
- Kietlen barokk (Jegyzetek Füst Milán Catullusához; Holmi 2007/3)[26]
- Egy cserebomlás stációi (Jegyzetek az Othellóhoz; Jelenkor 2007/6)[27]
- Lovagkor vége (Holmi, 1998/4)[28]
- Fehér éjszakák, fekete éjszakák (Dosztojevszkij, Dogyin; Színház 1999/11)[29]
- A páncél árnyéka rajtunk (Ruszt Shakespeare-je; Színház 1997/9)[30]
- "Mi komoran vétkezünk mindig..." (Baal-vázlat; Színház, 1998/12)[31][32]
- Menekülések félálomban (Jegyzetek A kétfejű fenevadhoz; Színház, 2007/10)[33]

### Fordításai
- J. R. R. Tolkien: A Gyűrű keresése; Befejezetlen regék; Szörnyek és ítészek (1995, 2006)
- Lee Maureen(wd): Búcsú Liverpooltól
- Szergej Cserkasszkij: Sztanyiszlavszkij és a jóga[34]
- Declan Donnellan(wd): Színész és célpont (Corvina, 2021)[35]
- Declan Donnellan(wd): A színész és a tér (Helikon, 2025)
- Drámafordítások:
  - Goldoni: Két úr szolgája (Sediánszky Nórával)
  - Shakespeare: Romeo és Júlia (Sediánszky Nórával)[36]
  - Vaszilij Szigarjev(wd): Katicabogár
  - John Jesurun(wd): Philoktetes
  - Nick Dear: Frankenstein

### Átdolgozások, adaptációk
- Tempefői (Csokonai nyomán, 2005) - Sediánszky Nórával közösen[37]
- Tigris és hiéna (Petőfi nyomán, 2013) - Sediánszky Nórával és Peer Krisztiánnal közösen[38]

## Díjai, elismerései
- Budapest Főváros Színházi Díja - "legjobb rendezés" (A Danton-ügy, 2010)